# 刘烨 (演员)
刘烨（1978年3月23日—），吉林长春人，中國大陸男演員，毕业于中央戏剧学院。現時為中国国家话剧院演员、中国电影家协会会员、吉林省青年联合会副主席。

## 背景

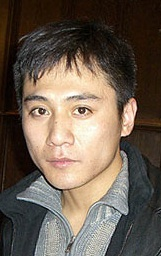
2007年2月，刘烨于纽约

刘烨出生于吉林长春，毕业于中央戏剧学院。1998年，演出處女作《那山那人那狗》而嶄露頭角。後主演《蓝宇》《美人草》分別獲得金马奖、金鸡奖最佳男主角。2015年帶兒女刘诺一和刘霓娜參加親子節目《爸爸去哪兒第三季》。2016年凭《追凶者也》繼鄧超之后憑曹保平電影獲金爵獎最佳男演员。2023年，凭借电影《守岛人》获得第19届中国电影华表奖优秀男演员奖。劉燁與鄧超、陳坤、黃曉明齊名「四大中生」。
刘烨是中国国家话剧院演员、中国电影家协会会员、吉林省青年联合会副主席，签约公司为北京星美千易演艺文化发展有限公司。2013年北京法国领事馆授予法蘭西藝術與文學騎士勳章。2014年获以色列旅游部长乌齐·兰多授予以色列旅游亲善大使。

## 个人生活
刘烨和谢娜曾经相恋六年，2006年年头两人分手。根据谢娜撰写的《娜写年华》一书所述，两人分手是因彼此都忙于工作，聚少离多造成了误会和隔阂。双方均表示和平分手，谢娜结婚时，刘烨送出祝福。
2006年底，刘烨与法国籍犹太人安娜伊思·马田（Anais Martane）相识。安娜伊思是一位在中国生活多年的摄影师，同时是法国《自由报》驻北京市记者。2009年7月，两人在北京结婚，2010年10月生下儿子“刘诺一”，2012年生下女儿“刘霓娜”。
两人感情生活甜蜜，刘烨直言：「是安娜改变了我，给了我很多力量。」

## 影视作品

### 电影
| 上映年份 | 电影名               | 角色       |
| 1998年   | 《那山那人那狗》     | 儿子       |
| 1998年   | 《世纪之梦》         | 赵西陵     |
| 1999年   | 《熊》               | 我         |
| 1999年   | 《女帅男兵》         | 严凯       |
| 2001年   | 《天上的恋人》       | 王家宽     |
| 2001年   | 《蓝宇》             | 蓝宇       |
| 2001年   | 《笔直向前走》       | 丁天       |
| 2001年   | 《巴尔扎克与小裁缝》 | 马剑铃     |
| 2002年   | 《紫蝴蝶》           | 司徒       |
| 2003年   | 《茉莉花开》         | 小杜       |
| 2003年   | 《疑神疑鬼》         | 方程       |
| 2003年   | 《青春爱人事件》     | 小谢       |
| 2003年   | 《美人草》           | 刘思蒙     |
| 2003年   | 《恋之风景》         | 邮递员     |
| 2004年   | 《无极》             | 鬼狼       |
| 2005年   | 《米尼》             | 阿康       |
| 2005年   | 《阿嫂传奇》         | 向东       |
| 2006年   | 《满城尽带黄金甲》   | 韓元祥     |
| 2006年   | 《天堂口》           | 大刚       |
| 2007年   | 《鹽湖城校園事件》   | 刘星       |
| 2007年   | 《硬汉》             | 老三       |
| 2008年   | 《南京！南京！》     | 陆剑雄     |
| 2008年   | 《保持通話》         | 霍德能     |
| 2008年   | 《铁人》             | 刘思成     |
| 2009年   | 《建国大业》         | 老兵(客串) |
| 2009年   | 《我们天上见》       | 武术教练   |
| 2010年   | 《愛出色》           | 栾亦鴻     |
| 2011年   | 《建黨偉業》         | 毛澤東     |
| 2011年   | 《不再讓你孤單》     | 方鎮東     |
| 2011年   | 《硬漢2奉陪到底》    | 老三       |
| 2012年   | 《王的盛宴》         | 劉邦       |
| 2013年   | 《厨子戏子痞子》     | 厨子       |
| 2013年   | 《殺戒》             | 肖立昆     |
| 2013年   | 《警察故事2013》     | 武江       |
| 2014年   | 《全城通緝》         | 唐越       |
| 2015年   | 《北京纽约》         | 蓝一       |
| 2015年   | 《解救吾先生》       | 邢峰       |
| 2016年   | 《夜孔雀》           | 建民       |
| 2016年   | 《我的战争》         | 孫北川     |
| 2016年   | 《追凶者也》         | 宋老二     |
| 2017年   | 《建军大业》         | 毛澤東     |
| 2018年   | 《大轰炸》           | 薛杠头     |
| 2021年   | 《守岛人》           | 王继才     |
| 2022年   | 《排爆手》(網絡播出) | 陆阳       |
| 2022年   | 《钢铁意志》         | 赵铁池     |
| 2023年   | 《望道》             | 陈望道     |
| 2024年   | 《浴火之路》         | 赵子山     |
| 2025     | 《熊貓月寶》         |            |
| 待上映   | 《四渡》             |            |

### 电视剧
| 首播年份 | 剧名                       | 角色               | 备注 |
| 1998年   | 《十个女囚的自白》         | 孙西安             | |
| 2000年   | 《幸福街》                 | 徐小阳             | |
| 2002年   | 《有情鸳鸯无情剑》         | 邵达               | |
| 2002年   | 《真相背后》               | 林茂盛             | |
| 2002年   | 《拿什么拯救你，我的爱人》 | 龙小羽             | |
| 2003年   | 《阳光下的阴影》           | 张奕               | 又名:夏天的味道 |
| 2003年   | 《画魂》                   | 田守信             | |
| 2003年   | 《荆轲传奇》               | 荆轲               | |
| 2005年   | 《血色浪漫》               | 钟跃民             | |
| 2006年   | 《向天真的女生投降》       | 披头(王谦/王志远） | |
| 2006年   | 《天和局》                 | 闵华堂             | |
| 2006年   | 《一针见血》               | 苏岩               | |
| 2008年   | 《我们生活的年代》         | 袁浩东             | 2008最深入人心的电视形象（2008电视榜） |
| 2009年   | 《一个女人的史诗》         | 欧阳萸             | |
| 2009年   | 《男儿本色》               | 周传雄             | |
| 2010年   | 《神枪手》                 | 彭克虎             | |
| 2013年   | 《火线三兄弟》             | 田二林             | 2013北京電視台年度收視冠軍 |
| 2014年   | 《红色通道》               | 伍权               | |
| 2014年   | 《北平无战事》             | 方孟敖             | 榮獲第21屆上海電視節 最佳中國電視劇、最佳編劇 榮獲第30屆飛天獎 重大革命歷史題材優秀電視劇 榮獲第17屆華鼎獎 全國觀眾最喜歡的電視劇作品 榮獲第28屆中國電視金鷹獎 最佳電視劇十強 |
| 2018年   | 《老男孩》                 | 吴争               | |
| 2019年   | 《国宝奇旅》               | 任弘毅             | |
| 2019年   | 《在远方》                 | 姚远               | 入圍第26屆上海電視節 最佳中國電視劇 榮獲第30屆中國電視金鷹獎 優秀電視劇 |
| 待播     | 《叵测》                   |                    | 网络剧 |

### MV出演
- 2016年 朴樹《達尼亞》
- 2017年 朴樹《獵戶星座》

### 舞台剧
- 2005年《琥珀》饰高辕 导演孟京辉
- 2024年《悲慘世界》中文版 饰冉·阿讓 导演讓·貝洛里尼

### 综艺节目
- 2013年東方衛視《中国达人秀》第五季
- 2014年東方衛視《花样爷爷》（中國版）擔任挑夫
- 2015年江蘇衛視《非诚勿扰》擔任第五任《非誠合伙人》
- 2015年湖南卫视《爸爸去哪儿》第三季
- 2016年東方衛視《星球者聯盟》擔任隊長
- 2016年江蘇衛視《我們的挑戰》
- 2017年浙江衛視《演员的诞生》担任导师
- 2020年北京衛視《了不起的長城》擔任常駐嘉賓

## 獎項
| 年 份  | 頒 獎                              | 獎 項                      | 電影/劇集/節目             | 角 色  | 結 果 |
| 1998年 | 第19届中国电影金鸡奖               | 最佳男配角奖               | 《那山那人那狗》           | 兒子   | 提名  |
| 2001年 | 第38届金馬獎                       | 最佳男主角奖               | 《蓝宇》                   | 蓝宇   | 獲獎  |
| 2001年 | 第21届香港电影金像奖               | 最佳男主角奖               | 《蓝宇》                   | 蓝宇   | 提名  |
| 2001年 | 香港金紫荆奖                       | 最佳男主角奖               | 《蓝宇》                   | 蓝宇   | 提名  |
| 2002年 | 第15届东京国际电影节               | 最佳艺术贡献奖             | 《天上的恋人》             | 王家宽 | 獲獎  |
| 2003年 | 第3届中国电视艺术双十佳            | 最佳演员奖                 | 《拿什么拯救你，我的爱人》 | 龍小羽 | 獲獎  |
| 2003年 | 第11届中国电影童牛奖               |                            | 《花儿怒放》               |        | 獲獎  |
| 2004年 | 第4届华语电影传媒大奖              | 内地最受欢迎男演员         |                            |        | 獲獎  |
| 2004年 | 第4届华语电影传媒大奖              | 最佳男演員獎               | 《紫蝴蝶》                 | 司徒   | 提名  |
| 2004年 | 第4届华语电影传媒大奖              | 內地最受歡迎男演員獎       | 《紫蝴蝶》                 | 司徒   | 獲獎  |
| 2004年 | MTV超级盛典                        | 最具风格卓越表现艺人奖     |                            |        | 獲獎  |
| 2004年 | 第7届上海国际电影节                | 评委会大奖                 | 《茉莉花开》               |        | 獲獎  |
| 2004年 | 莱卡ChannelYoung                   | 风尚红地毯奖               |                            |        | 獲獎  |
| 2004年 | 第24届中国电影金鸡奖               | 最佳男主角奖               | 《美人草》                 | 劉思蒙 | 獲獎  |
| 2005年 | 第10届中国电影表演艺术学会金鳳凰獎 | 电影表演艺术学会奖         | 《美人草》                 | 劉思蒙 | 獲獎  |
| 2005年 | 第5屆華語電影傳媒大獎              | 最佳男主角                 | 《美人草》                 | 劉思蒙 | 提名  |
| 2005年 | 第7届长春电影节                    | 最佳男主角奖               | 《美人草》                 | 劉思蒙 | 提名  |
| 2006年 | 第8届长春电影节                    | 最佳男主角奖               | 《米尼》                   | 阿康   | 提名  |
| 2006年 | 荣获TOM娱乐盛典                    | 年度最具影响力演员奖       |                            |        | 獲獎  |
| 2007年 | 第26届香港电影金像奖               | 最佳男配角                 | 《满城尽带黄金甲》         | 韓元祥 | 提名  |
| 2007年 | 第12届香港金紫荆奖                 | 最佳男配角                 | 《满城尽带黄金甲》         | 韓元祥 | 提名  |
| 2007年 | 中国新绅士                         | 绅士风度奖                 |                            |        | 獲獎  |
| 2008年 | 中国娇子新锐榜                     | 年度艺人奖                 |                            |        | 獲獎  |
| 2008年 | 第3届大学生影像节                  | 最受瞩目男演员奖           | 《硬汉》                   | 老三   | 獲獎  |
| 2008年 | 上海国际电影节                     | 十佳环保明星奖             |                            |        | 獲獎  |
| 2009年 | 《时尚》杂志《时尚座驾》           | 年度明星奖                 |                            |        | 獲獎  |
| 2009年 | 《新週刊》2008電視榜               | 最深入人心的電視形象獎     | 《我们生活的年代》         | 袁浩东 | 獲獎  |
| 2010年 | 2009星光大典                       | 內地年度電影男演員         | 《南京南京》               | 陸劍雄 | 獲獎  |
| 2011年 | “帅真2010，搜狐娱乐年度盛典”       | “微博先生”                 |                            |        | 獲獎  |
| 2011年 | 華鼎獎                             | 老百姓最喜愛的十佳電影明星 |                            |        | 獲獎  |
| 2012年 | 亚洲电影大奖                       | 最佳男主角                 | 《王的盛宴》               | 刘邦   | 提名  |
| 2012年 | 娱乐大典                           | 年度最具影响力电影男演员   | 《建党伟业》               | 毛泽东 | 獲獎  |
| 2013年 | 法蘭西藝術與文學騎士勳章           |                            |                            |        | 獲獎  |
| 2014年 | 以色列旅游部                       | 以色列旅游亲善大使         |                            |        | 獲獎  |
| 2014年 | 第14屆華語電影傳媒大獎             | 眾票選最受矚目男演員獎     | 《厨子戏子痞子》           | 廚子   | 提名  |
| 2016年 | 2016微博电影之夜                   | 微博电影King               |                            |        | 獲獎  |
| 2016年 | 第8屆澳門國際電影節                | 最佳男主角獎               | 《我的战争》               | 孫北川 | 提名  |
| 2016年 | 第19届上海國際電影節               | 最佳男演員獎               | 《追凶者也》               | 宋老二 | 獲獎  |
| 2017年 | 第8届中国电影导演协会 年度表彰评选 | 年度男演員獎               | 《追凶者也》               | 宋老二 | 提名  |
| 2020年 | 2019微博之夜                       | 微博年度影響力演員         |                            |        | 獲獎  |
| 2021年 | 第34屆中國電影金雞獎               | 最佳男主角獎               | 《守岛人》                 | 王繼才 | 提名  |
| 2021年 | 第8屆絲綢之路國際電影節            | 最佳男演員獎               | 《守岛人》                 | 王繼才 | 獲獎  |
| 2021年 | 第16屆中國長春電影節               | 最佳男演員獎               | 《守岛人》                 | 王繼才 | 獲獎  |
| 2021年 | 第17屆中美電影節                   | 年度最佳男主角獎           | 《守岛人》                 | 王繼才 | 獲獎  |
| 2022年 | 第36屆大眾電影百花獎               | 最佳男主角獎               | 《守岛人》                 | 王繼才 | 提名  |
| 2023年 | 第19屆中國電影華表獎               | 优秀男演员                 | 《守岛人》                 | 王繼才 | 獲獎  |

## 音乐活动
- 2008年  單曲〈愛無界〉“世界黃金協會”MV
- 2009年  單曲〈愛無界·鎖定今生〉“世界黃金協會”MV(與曲尼次仁合唱)

## 导演作品
- 2007年 自编自导自演环保公益广告《少开一天车》
- 2012年 自编自导自演微電影《洋流之前》
- 2019年 央華戲劇出品舞台劇《猶太城》主題曲《春天》 MV